# Луцій Нерацій Пріск
Луцій Нерацій Пріск (лат. Lucius Neratius Priscus; ? — після 119) — державний діяч, відомий правник Римської імперії, двічі консул-суффект 87 та 97 років.

## Життєпис
Походив із заможного плебейського роду з Самніума. Про життя відомо замало. У 87 році став консулом-суффектом разом з Гаєм Цільнієм Прокулом. За правління імператорів Нерви та Траяна користувався їх повагою. У 97 році вдруге став консулом-суффектом. цього разу разом з Марком Аннієм Вером. Уславився як здібніший правник. Деякий час Траян планував оголосити Пріска спадкоємцем трону. Відомо, що на момент прийняття імператорської влади Адріаном у 129 році Нерацій ще був живий. Подальша доля невідома.

## Правництво
Очолював Прокуліанську школу після смерті Публія Ювенція Цельса Старшого. У своїх творах «Responsa», «Regulae» («Правила»), «Membranae», «Epistulae» («Листи», 7 книг), «De nuptiis» («Про шлюб»), «Ex Plautio» розкривав особливості правил у праві, звертав увагу на різні правничі випадки, в них також містяться посилання на твори попередніх правників. Значну частину займає казуїстика.
У Дигестах Юстиніана записано, що імператор Траян звертався за допомогою до Пріска та Тіція Арісто з питань права. Згідно з Historia Augusta, ходили чутки, що Траян розглядав можливість зробити Пріска спадкоємцем імперії, перш ніж остаточно вирішив, що Адріан стане його наступником.  Незважаючи на те, що Пріск був одним з найавторитетніших юристів, він користувався його порадами. Незважаючи на те, що Пріск був потенційним суперником за трон, він був одним з юридичних експертів, до яких імператор Адріан звертався за порадою. Сер Рональд Сайм, схоже, вважав Пріска ще одним ім'ям, яке використовував Публій Корнелій Тацит або для нього.